# Église Saint-Pierre-et-Saint-Paul de Ligny-le-Châtel
Pour les articles homonymes, voir Église Saint-Pierre-et-Saint-Paul.
L'église de Ligny-le-Châtel est une église située à Ligny-le-Châtel, dans le département français de l'Yonne en France.

## Historique
L'édifice est classé au titre des monuments historiques en 1911.